# Donn Eric Rosen
Donn Eric Rosen (né en 1929 et mort le 14 septembre 1986 à Closter dans le New Jersey) est un zoologiste et ichtyologiste américain.

## Biographie
De 1960 à 1985, il est curateur au Département d'Ichtyologie du Muséum américain d'histoire naturelle (AMNH), à New York.
Rosen figure parmi les fondateurs de la biogéographie de la vicariance, méthode d'analyse de la biogéographie historique alliant la systématique phylogénétique de Hennig à l'aspect statistique de la Panbiogéographie de Croizat.